# Cyperus hypochlorus
Cyperus hypochlorus là loài thực vật có hoa trong họ Cói. Loài này được Hillebr. mô tả khoa học đầu tiên năm 1888.

## Hình ảnh

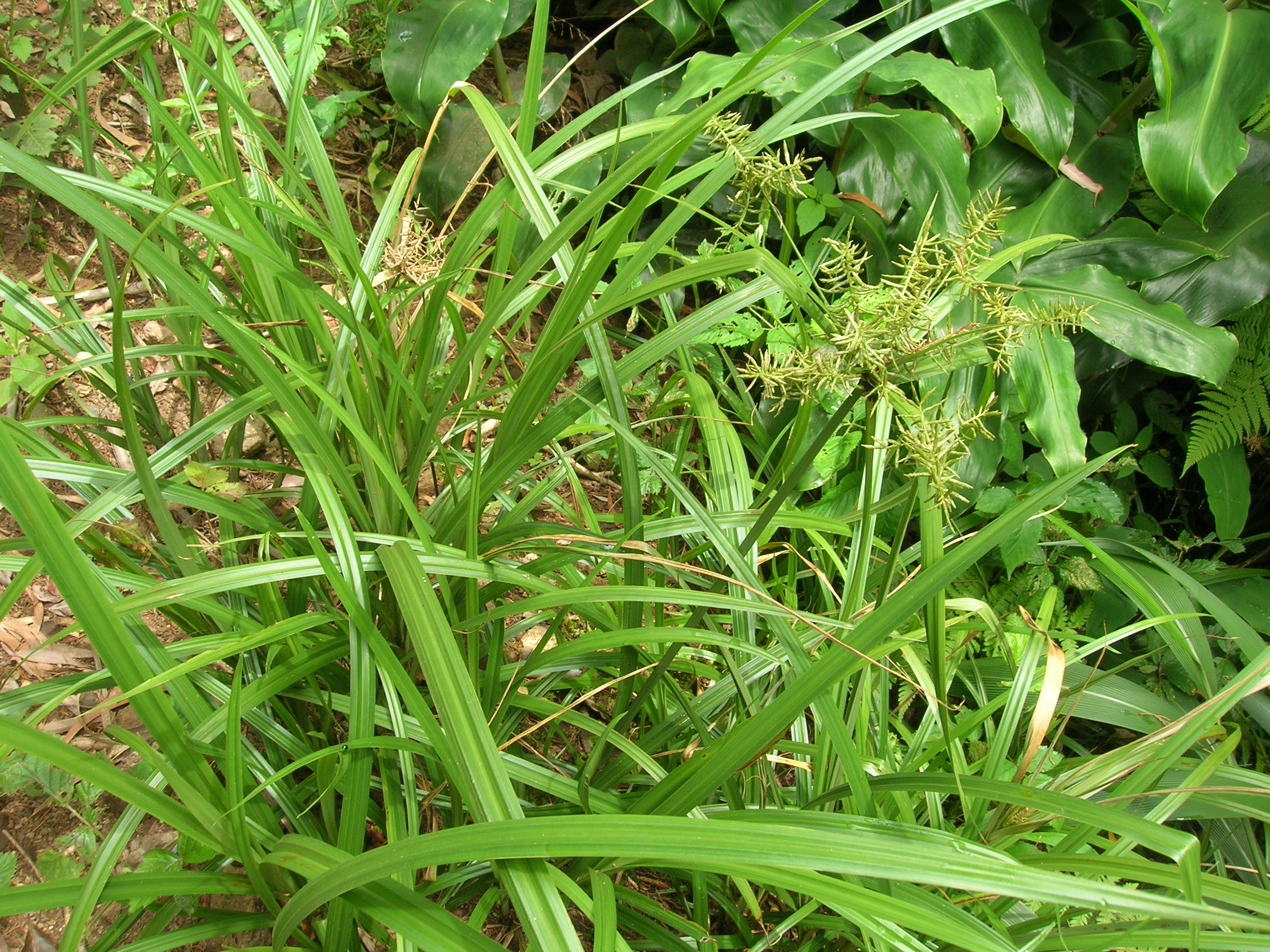
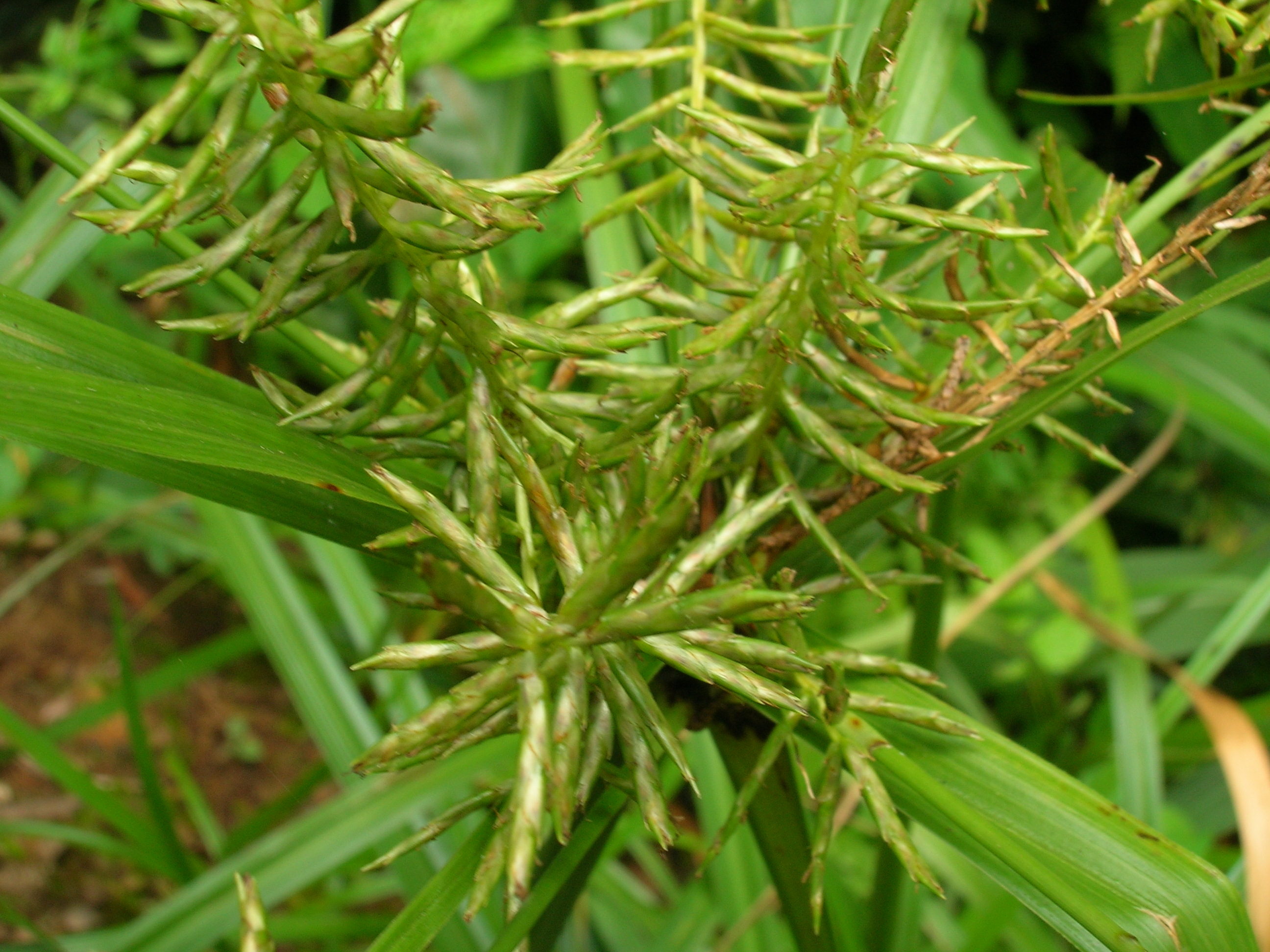
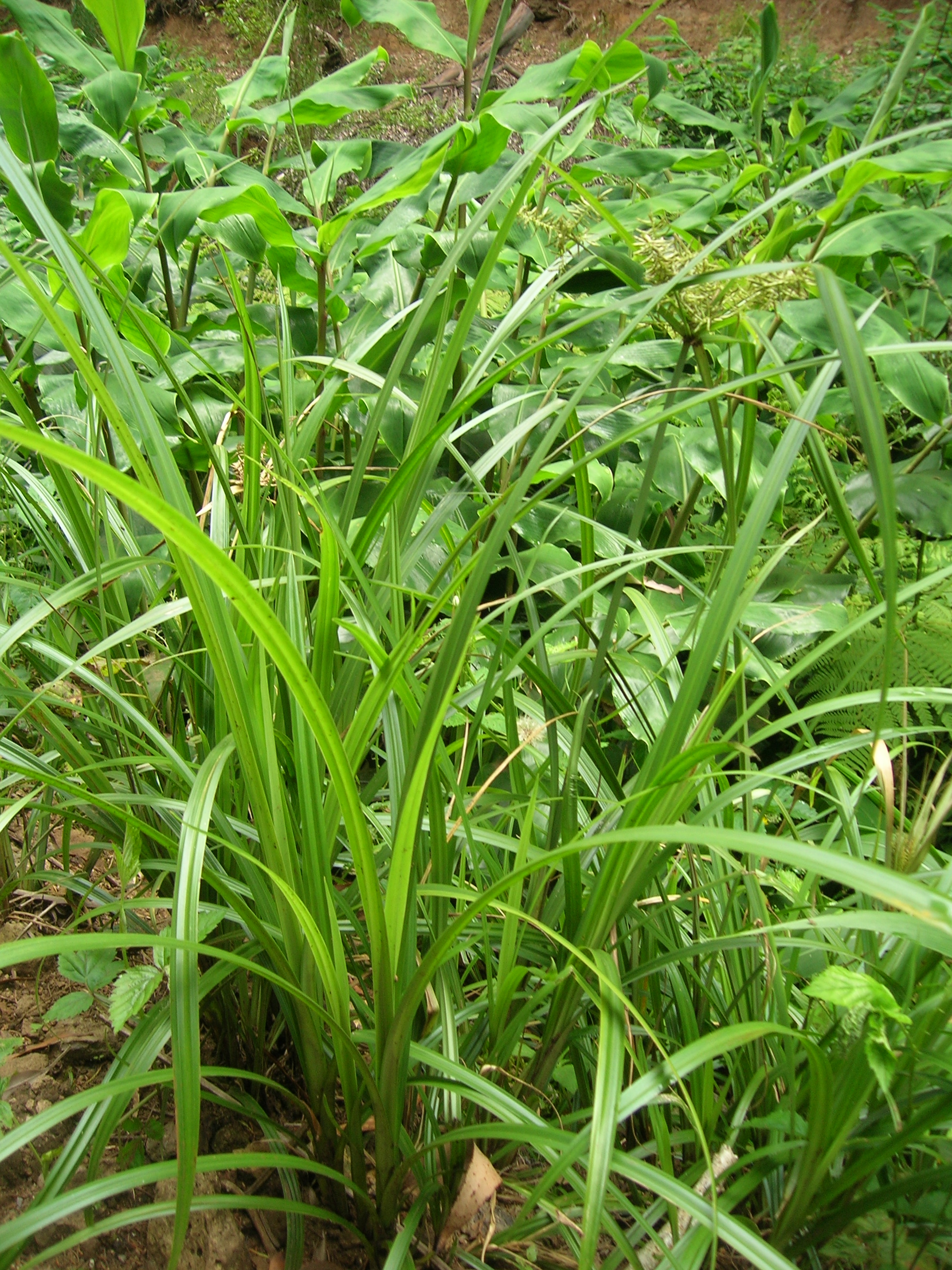